# Liste der Biografien/Kny
Liste der Biografien |
Portal Biografien |
Personensuche
# |
A |
B |
C |
D |
E |
F |
G |
H |
I |
J |
K |
L |
M |
N |
O |
P |
Q |
R |
S |
T |
U |
V |
W |
X |
Y |
Z |
?
 
Ka |
Kb |
Kc |
Kd |
Ke |
Kf |
Kg |
Kh |
Ki |
Kj |
Kl |
Km |
Kn |
Ko |
Kp |
Kr |
Ks |
Kt |
Ku |
Kv |
Kw |
Ky |
Kx |
Kz
 
Kna |
Kne |
Kng |
Kni |
Knj |
Kno |
Knu |
Kny
Die Liste der Biografien führt alle Personen auf, die in der deutschsprachigen Wikipedia einen Artikel haben. Dieses ist eine Teilliste mit 13 Einträgen von Personen, deren Namen mit den Buchstaben „Kny“ beginnt.

## Kny
- Kny, Johann (1854–1906), deutsch-böhmischer Kaufmann und Uhrenfabrikant
- Kny, Leopold (1841–1916), deutscher Botaniker

### Knye
- Knye, Günter (1936–2024), deutscher Kunstglasbläser und Glaskünstler
- Knye, Otto (1920–1993), deutscher Oberst der Hauptverwaltung Aufklärung (HVA) im Ministerium für Staatssicherheit (MfS) der DDR

### Knyf
- Knyff, René de (1865–1955), französischer Rennfahrer und Motorsportfunktionär

### Knyn
- Knyn, Theodor Friedrich (1801–1877), deutscher Jurist

### Knyp
- Knyphausen, Felix zu (* 1969), deutscher Schauspieler und Drehbuchautor
- Knyphausen, Gisbert zu (* 1979), deutscher MusikerGisbert zu Knyphausen (* 1979)

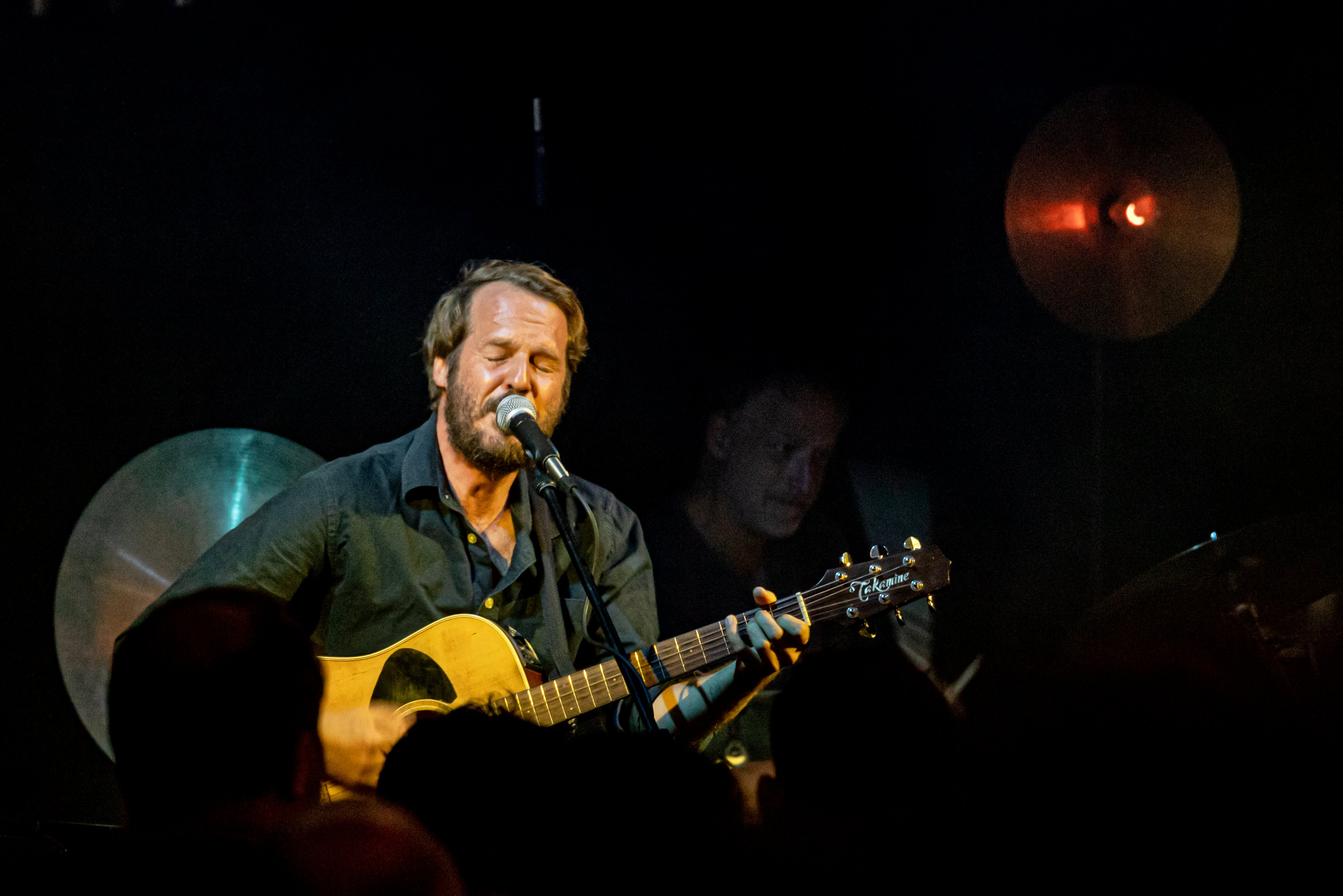
Gisbert zu Knyphausen (* 1979)

### Knyr
- Knyrim, Petra (* 1967), deutsche Grafikdesignerin und Typografin

### Knys
- Knysch, Alexander Dmitrijewitsch (* 1957), russisch-amerikanischer Islamwissenschaftler und Hochschullehrer
- Knyschow, Nikolai Alexandrowitsch (* 1998), russischer Eishockeyspieler
- Knystock, Nico (* 1995), deutscher Fußballspieler

### Knyt
- Knytlová, Martina (* 1978), tschechische Handballspielerin